# Aviva London Grand Prix 2011
London Grand Prix 2011 byl lehkoatletický mítink, který se konal ve dnech 5. – 6. srpna 2011 v Londýně. Byl součástí série mítinků Diamantová liga.

## Výsledky
- Archiv výsledků zde [1]

### Muži
| Disciplína     | 1. místo                  | 2. místo                | 3. místo                        |
| 200 m          | Walter Dix 20,16          | Warren Weir 20,43       | Alonso Edward 20,55             |
| 400 m          | Kirani James 44,61        | Jermaine Gonzales 44,85 | Chris Brown 45,04               |
| 1500 m         | Leonel Manzano 3:51,24    | Bernard Lagat 3:51,38   | Augustine Kiprono Choge 3:51,50 |
| 110 m překážek | Dayron Robles 13,04       | Jason Richardson 13,08  | David Oliver 13,19              |
| Skok do výšky  | Andrej Silnov 2,36 cm     | Jesse Willians 2,34 cm  | Alexandr Šustov 2,31 cm         |
| Skok daleký    | Mitchell Watt 8,45 cm     | Chris Tomlinson 8,30 cm | Greg Rutherford 8,19 cm         |
| Hod diskem     | Virgilijus Alekna 66,71 m | Zoltán Kovágo 66,29 m   | Ihsan Hadádí 64,76 m            |

### Ženy
| Disciplína      | 1. místo                        | 2. místo                    | 3. místo                            |
| 100 m           | Carmelita Jeterová 10,93        | Kelly-Ann Baptiste 10,97    | Shelly-Ann Fraserová-Pryceová 11,10 |
| 800 m           | Jennifer Meadowsová 1:58,60     | Kenia Sinclair 1:59,16      | Lucia Klocová 1:59,65               |
| 5000 m          | Lauren Flashmanová 15:00,57     | Helen Clitheroeová 15:06,75 | Grace Momanyi 15:07,49              |
| 400 m překážek  | Kaliese Spencerová 52,79        | Melaine Walkerová 53,90     | Perri Shakesová-Draytonová 54,62    |
| 3000 m překážek | Milcah Chemos Cheywaová 9:22,80 | Hiwot Ayalewová 9:23,88     | Mercy Wanjiku Njoroge 9:27,45       |
| Skok o tyči     | Jennifer Suhrová 479 cm         | Fabiana Murerová 471 cm     | Světlana Feofanovová 471 cm         |
| Trojskok        | Olga Saladuchová 14,80 m        | Olga Rypakovová 14,49 m     | Dana Velďáková 14,48 m              |
| Vrh koulí       | Valerie Adamsová 20,07 m        | Nadzeja Astapčuková 19,52 m | Nadine Kleinertová 19,06 m          |
| Hod oštěpem     | Christina Obergföllová 66,74 m  | Barbora Špotáková 66,41 m   | Goldie Sayers 63,41 m               |